# مطار إكستر
مطار إكستر (إياتا: EXT، إيكاو: EGTE) هو مطار دولي يقع في كليست هونيتون في شرق ديفون، بالقرب من مدينة إكستر وداخل مقاطعة ديفون(جنوب غرب إنجلترا). لدي مطار إكستر ترخيصًا من هيئة الطيران المدني البريطانية للاستخدام العام للمدرج (رقم P759)، الذي يسمح برحلات النقل العام للركاب أو لتعليم الطيران. يوفر المطار رحلات مجدولة ورحلات تأجير الطائرات السياحية داخل المملكة المتحدة وأوروبا.
في عام 2007 تعامل المطار مع أكثر من 1 مليون مسافر سنويا لأول مرة، على الرغم من انخفاض حركة المسافرين فيما بعد، والتي تعافت إلى 931000 مسافر في عام 2018. في عام 2019 تجاوز عدد المسافرين مرة أخرى حاجز المليون مسافر، جزئياً بسبب تشغيل شركة رايانير عددًا من الرحلات الجديدة من/إلى المطار. قبل انهيارها في عام 2020، كانت شركة الطيران فلاي بي تمثل أكثر من 80٪ من أعداد المسافرين في المطار. انخفض عدد الركاب بشكل حاد إلى 148000 في عام 2020.

## إحصائيات
شاهد source Wikidata query and sources.
اعتبارًا من مارس 2020